# Carib
Caribe ist ein Jazzalbum des Saxophonisten David Sánchez. Die Aufnahmen erschienen 2019 auf Ropeadope/Groove Attack.

## Hintergrund
Auf dem neuen Album verlagert Sánchez seinen Fokus auf haitianische Musik, insbesondere Rhythmen wie Petwo und Kita, schrieb John Murph im Down Beat, und verbindet die dazwischen liegenden Punkte mit Rhythmen aus anderen karibischen Ländern wie Puerto Rico, der Dominikanischen Republik, Kolumbien und anderen Orten in den Vereinigten Staaten, wie New Orleans und die Sea Islands vor der Küste von South Carolina. Er sieht Carib als zeitgenössisches panafrikanisches Projekt, das aus originalen modernen Jazzkompositionen besteht.
Während Sánchez an Carib arbeitete, kam es für den Musiker zu einer persönlichen Tragödie: Sowohl seine Frau als auch sein Vater Dimas wurden ungefähr zur gleichen Zeit krank; seine Frau starb im August 2017, und im Juli 2018 starb sein Vater. Die Auswirkungen des Verlusts dieser beiden Personen beeinflussten die Aufnahme. „Das Projekt wäre nicht dasselbe gewesen, wenn wir das nicht durchgemacht hätten“, sagte Sánchez. „Aber auch wenn Sie sich durch einige der Herausforderungen und Veränderungen des Lebens kämpfen, bietet Ihnen Musik immer Zuflucht. Ich bin immer noch dabei, meinen Vater und meine Frau zu verlieren. Wir tragen diesen Kummer bis in unsere letzten Tage. Die Trauer ändert sich einfach. Aber ich fühle mich an einem wirklich guten Ort. Ich habe Leute und Familie, die immer noch hier sind und mich lieben. Also setze ich mehr auf das als auf den Verlust.“
Zwei Stücke des Albums, Canto und Fernando’s Theme, wurden im Soundtrack für den Spielfilm Windows on the World von Robert Mailer Anderson genutzt.

## Titelliste

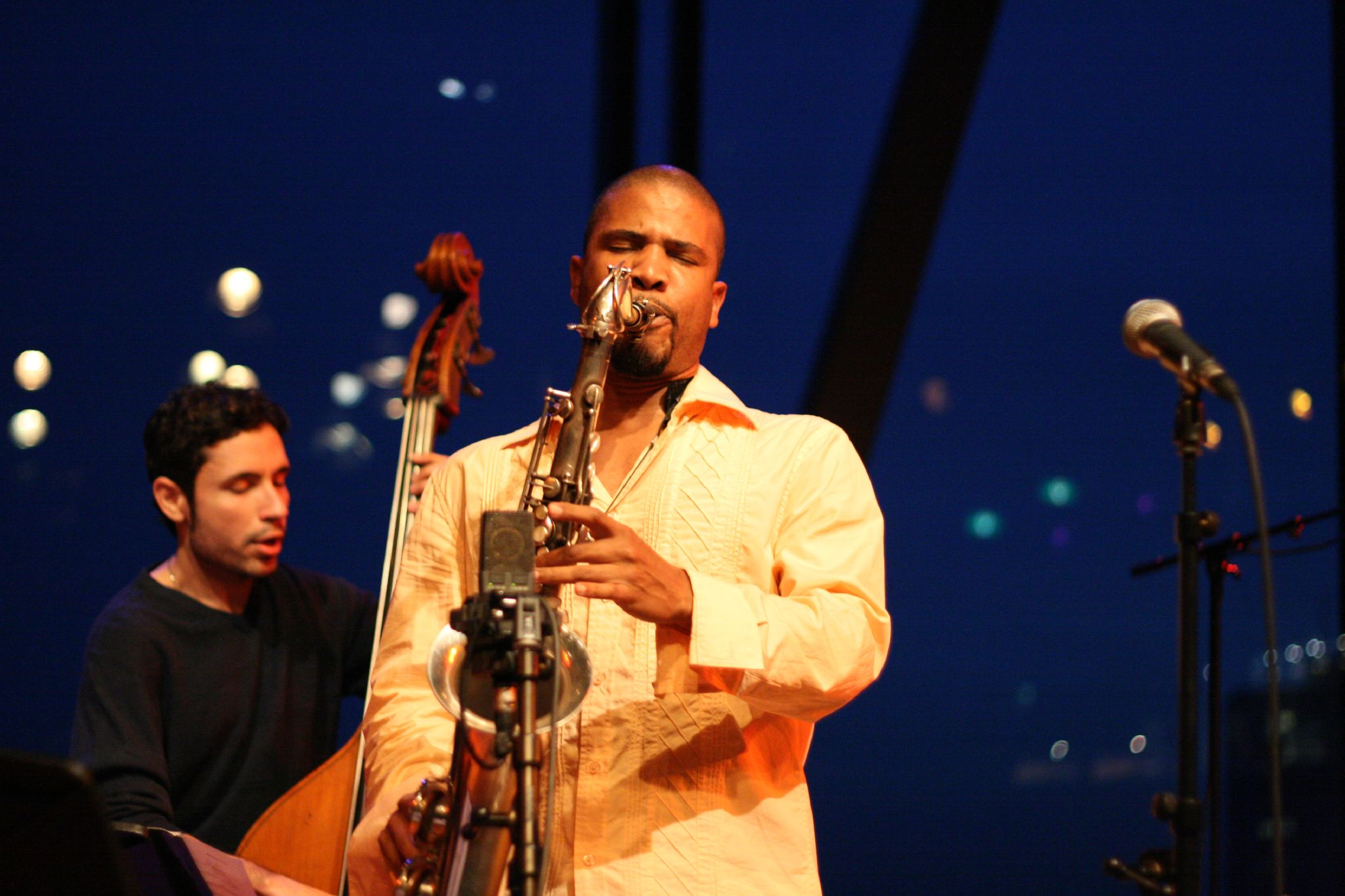
David Sánchez 2007

1. Morning Mist
2. Wave under Silk
3. Madriga
4. Fernando’s Theme
5. Mirage
6. Prelude to Canto
7. Canto
8. The Land of Hills
9. Iwa (Contemplation)
10. Iwa (Spirit Going Back Home)
11. A Thousand Yesterdays

## Rezeption
Das Album erhielt 2019 eine Grammy-Nominierung in der Kategorie Bestes Jazz-Latinalbum; das ist Sánchez’ fünfte Grammynominierung seit 1997.
Nach Ansicht von Mike Hobart (Financial Times) verbindet Sanchez den Mainstream-Modernismus mit den pulsierenden Rhythmen von Haiti und seiner Heimat Puerto Rico. Es sei das allgegenwärtige Polster des nachlassenden und fließenden Schlagzeugs, das das Album hervorhebe.
Olaf Maikopf meinte in Jazz thing, Sánchez untersuche bei der vorliegenden Produktion „in einem jazzigen Kontext die Beziehungen zwischen westafrikanischen Trommelrhythmen und den traditionellen Melodien Haitis und seiner Heimat Puerto Rico.“ In dieser Klanggeschichte, die die Farben und Texturen der Karibik, die afrikanischen Rhythmen und die Seele des Jazz beinhalte, liege für Sánchez die Schlüsselkomponente, mit der die Kulturen Amerikas verknüpft sind. Seine Musik fließe als eine Art Weltfusion zusammen, bei der sein  Tenorsaxophon im Zusammenspiel mit der E-Gitarre und dem E-Piano an eine Kombination aus Weather Report und den frühen Return to Forever erinnere. Nach Ansicht des Autors hätten Sánchez’ Kompositionen jedoch ihre eigene Handschrift, vielfältiger in den Stimmungen und Melodien.

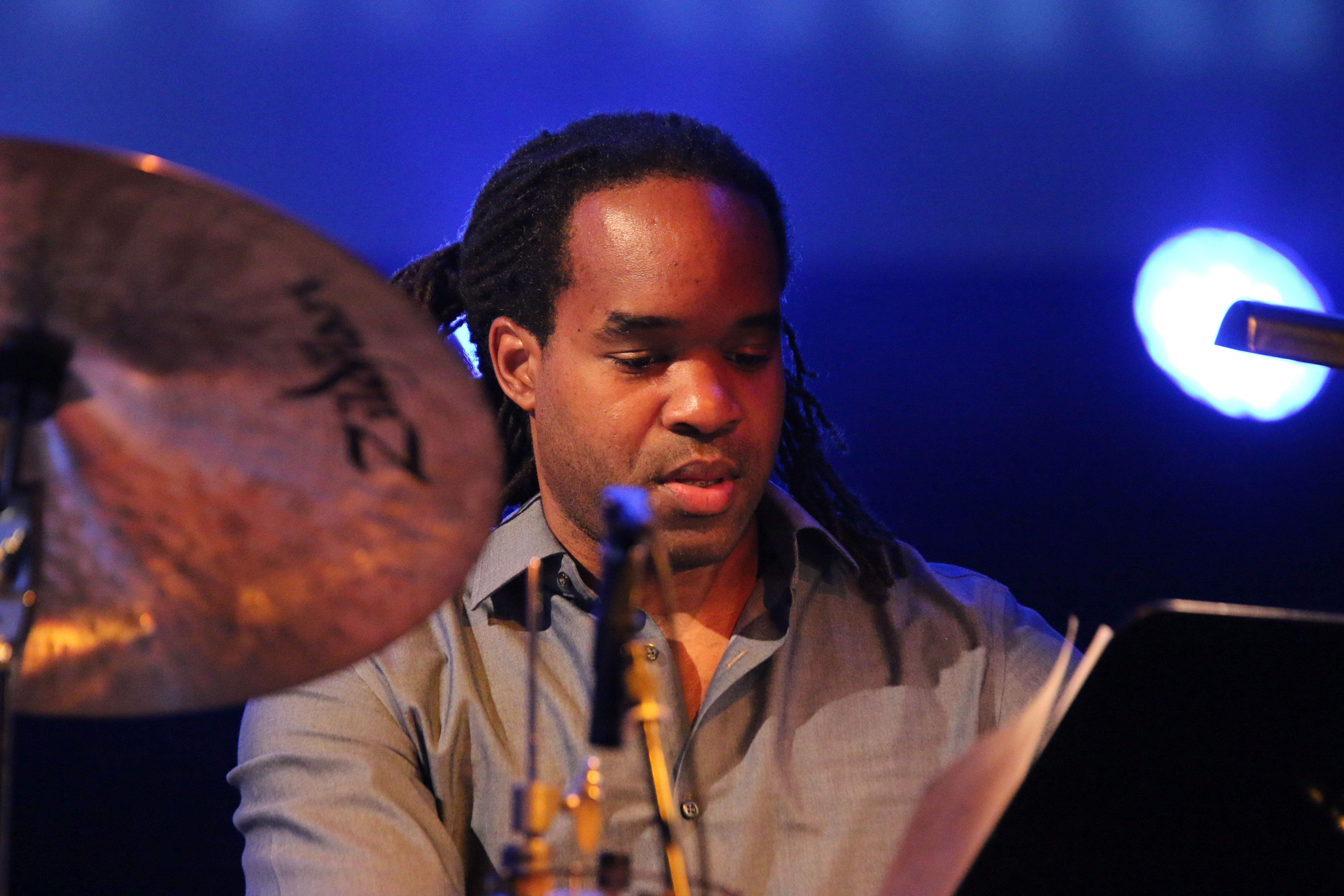
Obed Calvaire auf dem Deutschen Jazzfestival 2015

Friedrich Kunzmann vergab an das Album in All About Jazz lediglich 3½ (von 5) Sterne und meinte, die beiden unterschiedlichen musikalischen Ansätze (Puerto Rico bzw. Haiti) sind zwei unterschiedlichen musikalischen Untergruppen zugeordnet: Die rhythmische Gruppe, die hauptsächlich von Obed Calvaire und Jhan Lee Aponte am Schlagzeug/Perkussion und Bomba Barril sowie Martin Schwartz am haitianischen Schlagzeug vertreten wird; und dann die melodisch/harmonische Ebene, in der der Bandleader selbst von Lage Lund an der Gitarre und Luis Perdomo am Klavier und Fender Rhodes unterstützt wird; Bassist Ricky Rodriguez schlage dabei eine Brücke zwischen den beiden Divisionen. Ein Teil der melodischen Sprache kanalisiere auch einen karibischen Geschmack, aber die Bop-Tradition ist bei weitem der prominenteste Punkt, den Lund und Sanchez gemeinsam haben und in dem sie zusammen kultivierten. Opener „Morning Mist“ nimmt Sanchez eine gute Portion des intensiv rhythmischen Jam für ein gut konstruiertes Solo, zu dem das abschließende Crescendo an die Gelassenheit und Sprache seines Kollegen Joshua Redman erinnere.